# Тушиловић
Тушиловић је насељено мјесто у саставу града Карловца, на Кордуну, у Карловачкој жупанији, Република Хрватска.

## Географија
Тушиловић се налази око 13 км јужно од Карловца.

## Историја
Тушиловић се од распада Југославије до августа 1995. године налазио у Републици Српској Крајини. Многи Срби напустили су село током „Олује”. Након рата, у село се досељавају Хрвати из Босне и Херцеговине, чиме је измењен етнички састав мјеста.

## Култура и вера
У Тушиловићу је сједиште истоимене парохије Српске православне цркве. Парохија Тушиловић припада Архијерејском намјесништву карловачком у саставу Епархије Горњокарловачке. Ту је 1827. године у православној парохији службовао као парох, поп Данил Медјерчић. У Тушиловићу је постојао храм Српске православне цркве Светог пророка Илије, година изградње није позната, а запаљен је у Другом свјетском рату. Парохију сачињавају: Тушиловић, Брезова Глава, Окић, Зимић и Тушиловачки Церовац.

## Становништво
Према попису становништва из 2011. године, насеље Тушиловић је имало 631 становника.
| Националност       | 1991. | 1981. | 1971. | 1961. |
| Срби               | 330   | 306   | 313   | 369   |
| Југословени        | 30    | 55    | 1     |       |
| Хрвати             | 15    | 7     | 19    | 9     |
| остали и непознато | 21    | 12    |       | 4     |
| Укупно             | 396   | 380   | 333   | 382   |

| Демографија | Демографија | Демографија |
| Година      | Становника  | Становника  |
| ----------- | ----------- | ----------- |
| 1961.       | 382         |             |
| 1971.       | 333         |             |
| 1981.       | 380         |             |
| 1991.       | 396         |             |
| 2001.       | 511         |             |
| 2011.       |             | 631         |

## Попис 1991.
На попису становништва 1991. године, насељено место Тушиловић је имало 396 становника, следећег националног састава:
| Попис 1991.‍  | Попис 1991.‍  | Попис 1991.‍ | Попис 1991.‍ | Попис 1991.‍ |
| ------------ | ------------ | ----------- | ----------- | ----------- |
|              |              |             |             |             |
| Срби         | Срби         |             | 330         | 83,33%      |
| Југословени  | Југословени  |             | 30          | 7,57%       |
| Хрвати       | Хрвати       |             | 15          | 3,78%       |
| Муслимани    | Муслимани    |             | 5           | 1,26%       |
| Црногорци    | Црногорци    |             | 2           | 0,50%       |
| Словенци     | Словенци     |             | 1           | 0,25%       |
| Чеси         | Чеси         |             | 1           | 0,25%       |
| неопредељени | неопредељени |             | 4           | 1,01%       |
| непознато    | непознато    |             | 8           | 2,02%       |
| укупно: 396  |              |             |             |             |

## Познате личности
- Милош Шумоња, народни херој Југославије